# Ley de Asociaciones Políticas
Ley de Asociaciones Políticas, Estatuto de Asociaciones Políticas y Derecho de Asociación Política, fueron los nombres que recibieron distintos intentos de aperturismo durante el franquismo final y la transición española, entre diciembre de 1974 y febrero de 1977, antes de la convocatoria de las primeras elecciones libres desde 1936, el 15 de junio de 1977.
Se pretendía evitar el nombre de partidos políticos, que inequívocamente reflejaría la pretensión de crear un sistema multipartidista que superara el unipartidismo del llamado «Movimiento Nacional» franquista, mecanismo totalitario de inspiración fascista que pretendía englobar la totalidad de las expresiones de la vida pública y que, desde el Decreto de Unificación de 1937, sólo permitía la existencia de un partido político que englobara a todos los que apoyaron el Golpe de Estado de 1936: Falange Española Tradicionalista y de las Juntas de Ofensiva Nacional Sindicalista, al que, ni siquiera, era aceptado designar con la palabra «partido».
La expresión elegida para el nuevo mecanismo de participación, «asociaciones políticas», era lo suficientemente ambigua como para permitir todo tipo de interpretaciones.

## Asociaciones y Movimiento
Aunque la Ley Orgánica del Estado de 1967 se podía interpretar como una apertura de posibilidades en ese sentido (de una forma críptica preveía que una de las atribuciones del Consejo Nacional del Movimiento era «encauzar dentro de los Principios del Movimiento el contraste de pareceres sobre la acción política»), no se emprendió ninguna iniciativa en los años siguientes que permitiera concretarlas.
La actividad política partidista durante el franquismo discurría por cauces informales, expresándose en las denominadas familias del franquismo entre las que el propio Franco distribuía alternativamente parcelas de poder (azules o falangistas, católicos —la mayoría de los procedentes de la CEDA, los propagandistas de la Asociación Católica Nacional de Propagandistas, y, a partir de los años 50, los tecnócratas vinculados al Opus Dei—, monárquicos —unos juanistas, otros carlistas o requetés y finalmente otros juancarlistas— y militares —presentes en todas las familias—). Disponían incluso de medios de comunicación afines (diarios Arriba, Ya, ABC, El Alcázar yPueblo) y, a pesar de la común coincidencia en lo conveniente del mantenimiento del régimen, sus discrepancias y puntuales enfrentamientos eran notorios (generando algunos sonoros escándalos), pero ni tenían mecanismos de competencia electoral ni estaban abiertas a la oposición (a excepción de algunos grupos marginados: los intelectuales del llamado falangismo liberal, los esporádicos y contradictorios contactos de Juan de Borbón, o algunas figuras bien integradas social y políticamente que acudieron en 1962 al llamado contubernio de Múnich, y que alcanzaron más protagonismo por su represión que por la entidad real de su actividad opositora). Tales eran los límites de la denominada democracia orgánica.

## Gobierno Arias
Inicialmente, fue el último presidente del gobierno de Franco, Carlos Arias Navarro, el que declaró su intención de impulsar las asociaciones políticas en su discurso denominado espíritu del 12 de febrero de 1974. A pesar de la rectificación posterior, consecuencia de la oposición radical del denominado búnker (los partidarios de mantener intacto el sistema político franquista), que se expresó en el «gironazo» (un artículo publicado por José Antonio Girón de Velasco el 28 de abril de 1974 en el diario Arriba), y de la coyuntura revolucionaria que se estaba viviendo simultáneamente en Portugal (revolución del 25 de abril o de los claveles), se promulgó el decreto-ley 7/1974 de 21 de diciembre, de Estatuto de Asociaciones Políticas (Estatuto Jurídico del Derecho de Asociación Política), muy restrictivo.

## Gobierno Suárez
Adolfo Suárez, a la sazón Ministro-secretario general del Movimiento en el Gobierno Arias, presentó el proyecto del ministro de Gobernación Manuel Fraga que propició la Ley 21/1976, de 14 de junio, sobre el Derecho de Asociación Política, y un Registro de Asociaciones Políticas que ya no dependerá del Ministerio del Movimiento, sino del de Gobernación, proyecto que será aprobado por las Cortes con 338 votos a favor, 91 en contra y 24 abstenciones y que supuso un gran éxito para él.
Ya el 2 de octubre, bajo el Primer Gobierno Suárez, el Registro publicitó haber recibido 22 solicitudes, de las que se habían aceptado 10 (con nombres que evocaban todo el espectro político: Frente Nacional Español —Falange Española de las JONS—, Unión Nacional Española, Asociación Laborista —Partido Laborista—, Defensa Agraria Social —Partido Agrario Español—, Unión del Pueblo Español, Partido Popular —no confundir con Alianza Popular, coalición inscrita el 9 de octubre— Frente Institucional —Partido Social Regionalista—, Nueva Izquierda Nacional, Partido Socialista Demócrata Español) y 9 se encontraban pendientes o en tramitación (entre las que había de extrema derecha —Fuerza Nueva, de Blas Piñar—, de derecha o centro —Partido de Acción Nacional, Unión Demócrata Cristiana— y de izquierda —las distintas facciones del PSOE—). Las tres solicitudes que incorporaban el nombre de Falange se rechazaron por existir ya un partido con ese nombre, como preveía la ley (el inscrito por Raimundo Fernández Cuesta). No había presencia ni del Partido Comunista de España ni de partidos de extrema izquierda o nacionalistas periféricos (sí uno denominado Unió Catalana).

## De asociaciones a partidos políticos
Tras el referéndum que aprobó la Ley para la Reforma Política (15 de diciembre de 1976) el sistema de inscripción de partidos se flexibilizó notablemente mediante el decreto-ley de 8 de febrero de 1977 (sobre el derecho de asociación política), que permitió la inscripción de un alto número de partidos (más de cien), incluido el PCE, cuya legalización (en la Semana Santa de 1977 —9 de abril—) fue uno de los momentos clave de la transición.